# Oleksandr Serb
Oleksandr Serb (ukrainisch Олександр Зерб) ist ein ehemaliger ukrainischer Naturbahnrodler. Er nahm in der Saison 2006/2007 an drei Weltcuprennen im Doppelsitzer teil.

## Karriere
Oleksandr Serb bestritt in der Saison 2006/2007 zusammen mit Jewhen Prysjaschnjuk, der zuvor mit Juri Harzula gefahren war, drei Weltcuprennen im Doppelsitzer. Dabei kamen sie mit einem zwölften und zwei 14. Plätzen zweimal als Letzte und einmal als Vorletzte ins Ziel und belegten im Gesamtweltcup Rang 15. Insgesamt gewannen in diesem Winter 19 Doppelsitzerpaare Weltcuppunkte. Danach nahm Oleksandr Serb an keinen Weltcuprennen mehr teil.

## Sportliche Erfolge

### Weltcup
- 15. Platz im Doppelsitzer-Gesamtweltcup in der Saison 2006/2007
- Drei Top-15-Platzierungen in Doppelsitzer-Weltcuprennen

| Personendaten    | Personendaten                |
| ---------------- | ---------------------------- |
| NAME             | Serb, Oleksandr              |
| ALTERNATIVNAMEN  | Зерб, Олександр (ukrainisch) |
| KURZBESCHREIBUNG | ukrainischer Naturbahnrodler |
| GEBURTSDATUM     | vor 1992                     |